# Sarcohyla
Sarcohyla is een geslacht van kikkers uit de familie boomkikkers (Hylidae).
Alle soorten komen voor in Mexico. De groep werd voor het eerst wetenschappelijk beschreven door William Edward Duellman, Angela B. Marion en Stephen Blair Hedges in 2016.

## Taxonomie
- Soort Sarcohyla ameibothalame
- Soort Sarcohyla arborescandens
- Soort Sarcohyla bistincta
- Soort Sarcohyla calthula
- Soort Sarcohyla calvicollina
- Soort Sarcohyla celata
- Soort Sarcohyla cembra
- Soort Sarcohyla charadricola
- Soort Sarcohyla chryses
- Soort Sarcohyla crassa
- Soort Sarcohyla cyanomma
- Soort Sarcohyla cyclada
- Soort Sarcohyla ephemera
- Soort Sarcohyla hazelae
- Soort Sarcohyla labedactyla
- Soort Sarcohyla miahuatlanensis
- Soort Sarcohyla mykter
- Soort Sarcohyla pachyderma
- Soort Sarcohyla pentheter
- Soort Sarcohyla psarosema
- Soort Sarcohyla robertsorum
- Soort Sarcohyla sabrina
- Soort Sarcohyla siopela
- Soort Sarcohyla thorectes